# 도쿄 국립경기장
국립 경기장(일본어: 国立競技場, こくりつきょうぎじょう 고쿠리쓰쿄기조[*])은 일본 도쿄도 신주쿠구에 소재한 경기장으로 2020년 하계 올림픽과 패럴림픽의 주경기장이다. 대회 중에는 올림픽 스타디움(일본어: オリンピックスタジアム, 영어: Olympic Stadium)이라는 명칭이 사용되고 있으며 일본 문부과학성 소관의 독립행정법인 일본 스포츠 진흥 센터 (JSC)가 운영 주체로 시설 소유권도 가지고 있다.

## 설명
이 경기장은 구조의 주요 구성 요소로 목재를 사용하고 환경에 미치는 영향을 줄이기 위해 모두 일본에서 조달한다는 점에서 특이합니다. 대부분의 목재 요소는 모듈식 형태로 되어 있어 목재 품질이 저하되면 교체할 수 있습니다. 인증된 목재는 메이지 신궁에서 시작된 전통에 따라 일본 47개 현에서 공급되었습니다. 처마 디자인은 호류지(Hōryū-ji)에서 영감을 얻었으며 내부 공간을 환기시키기 위해 일반적인 바람 조건을 최대한 활용하는 공기 공간을 통합했습니다. 지붕의 일부에는 투명한 태양광 패널이 설치되어 있으며 빗물은 지하 수조에 모아 경기장 잔디와 최상층 산책로에 있는 수많은 식물에 물을 공급하는 데 사용됩니다. 접근성은 주요 관심사로, 휠체어 사용자를 위한 450개 이상의 장소와 최신 기술을 사용하는 화장실이 있습니다.

## 갤러리

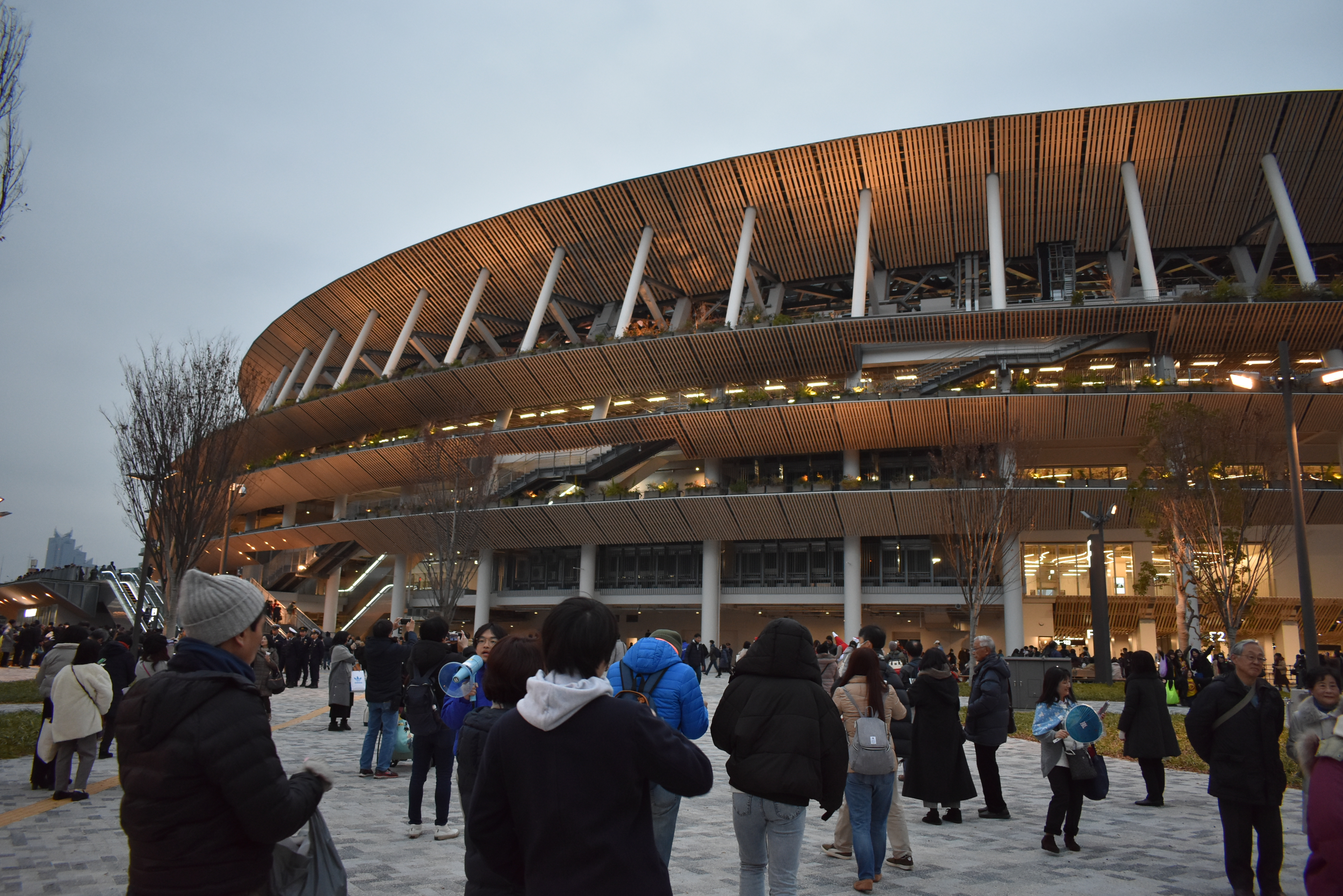
2019년 12월
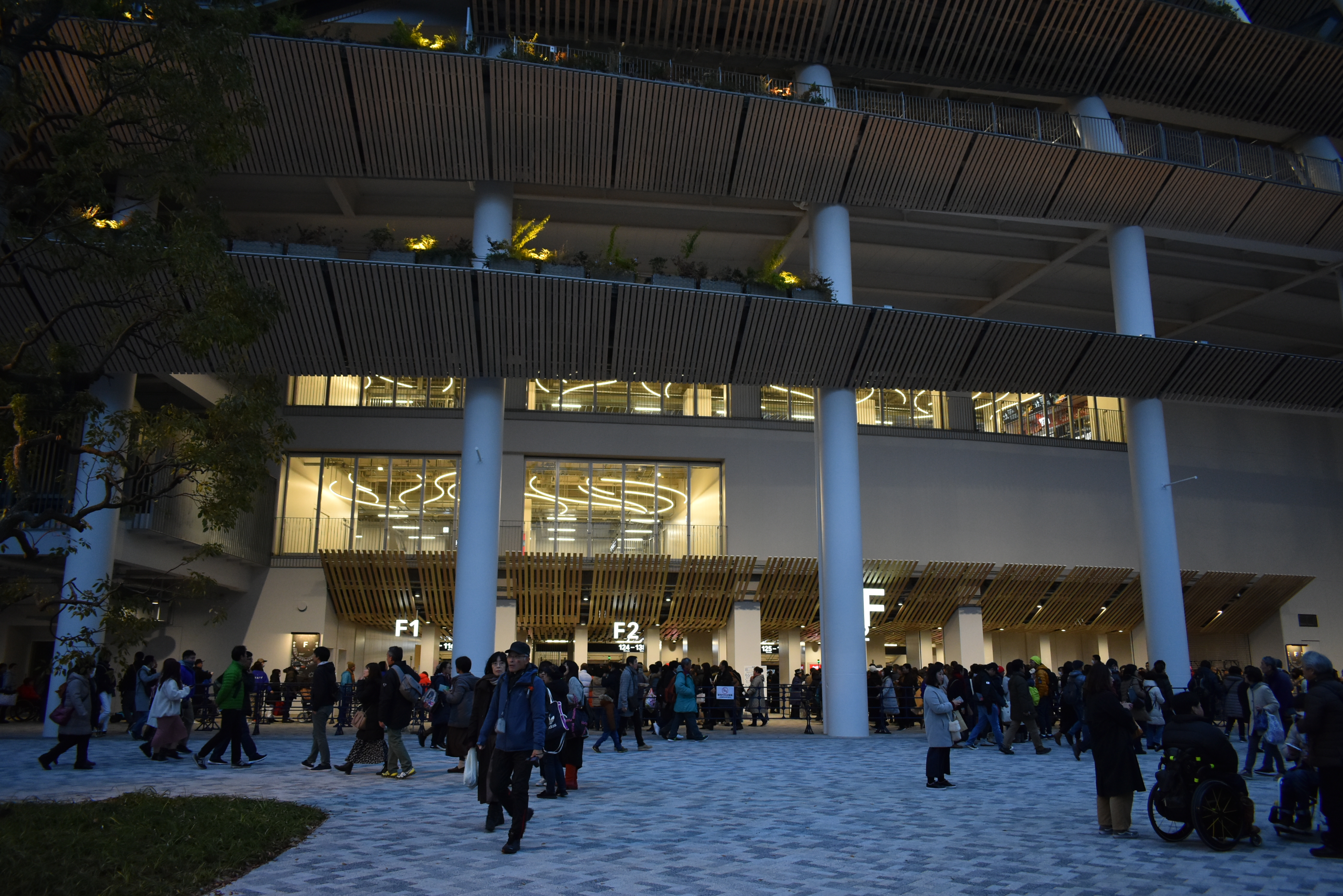
2019년 12월
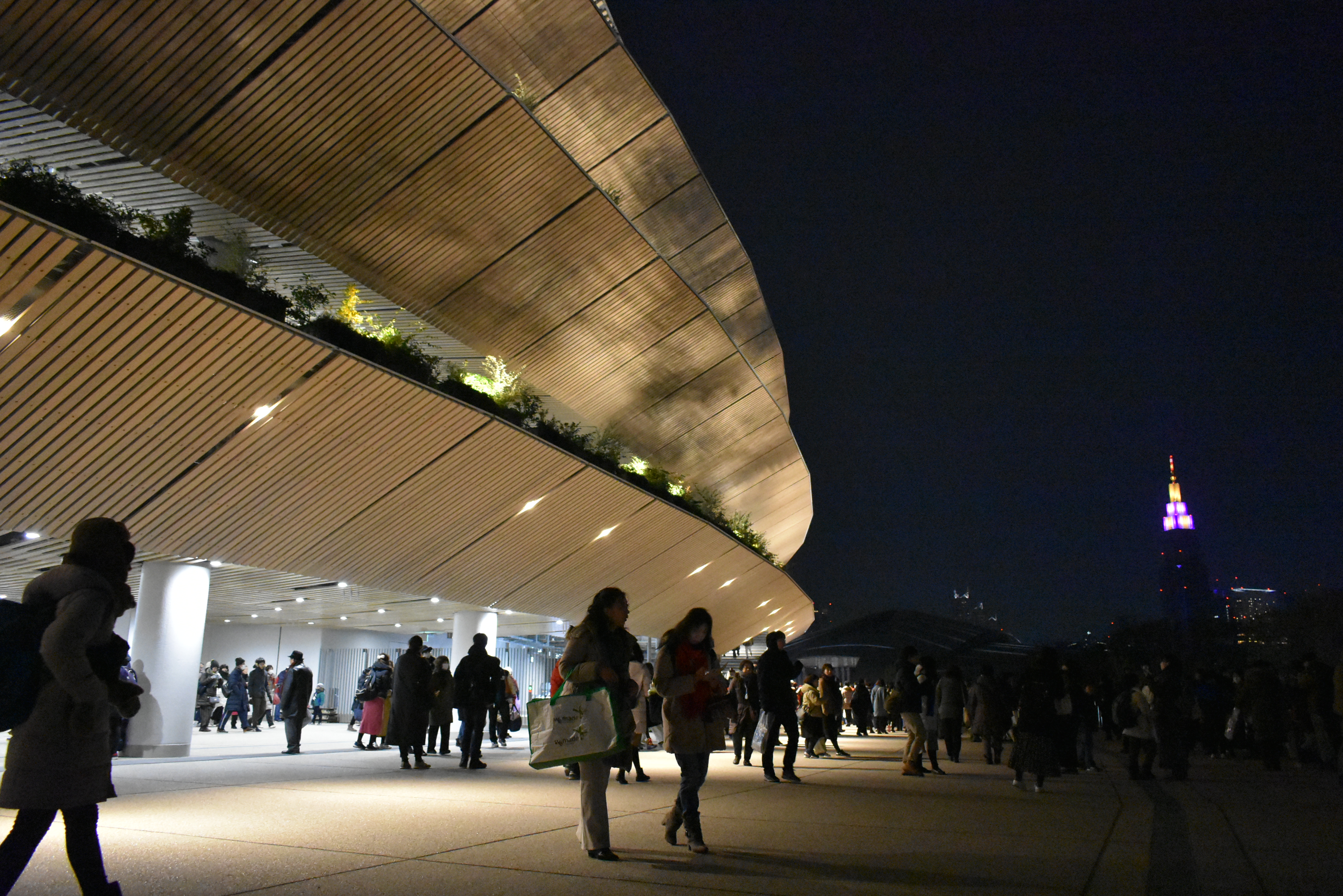
2019년 12월
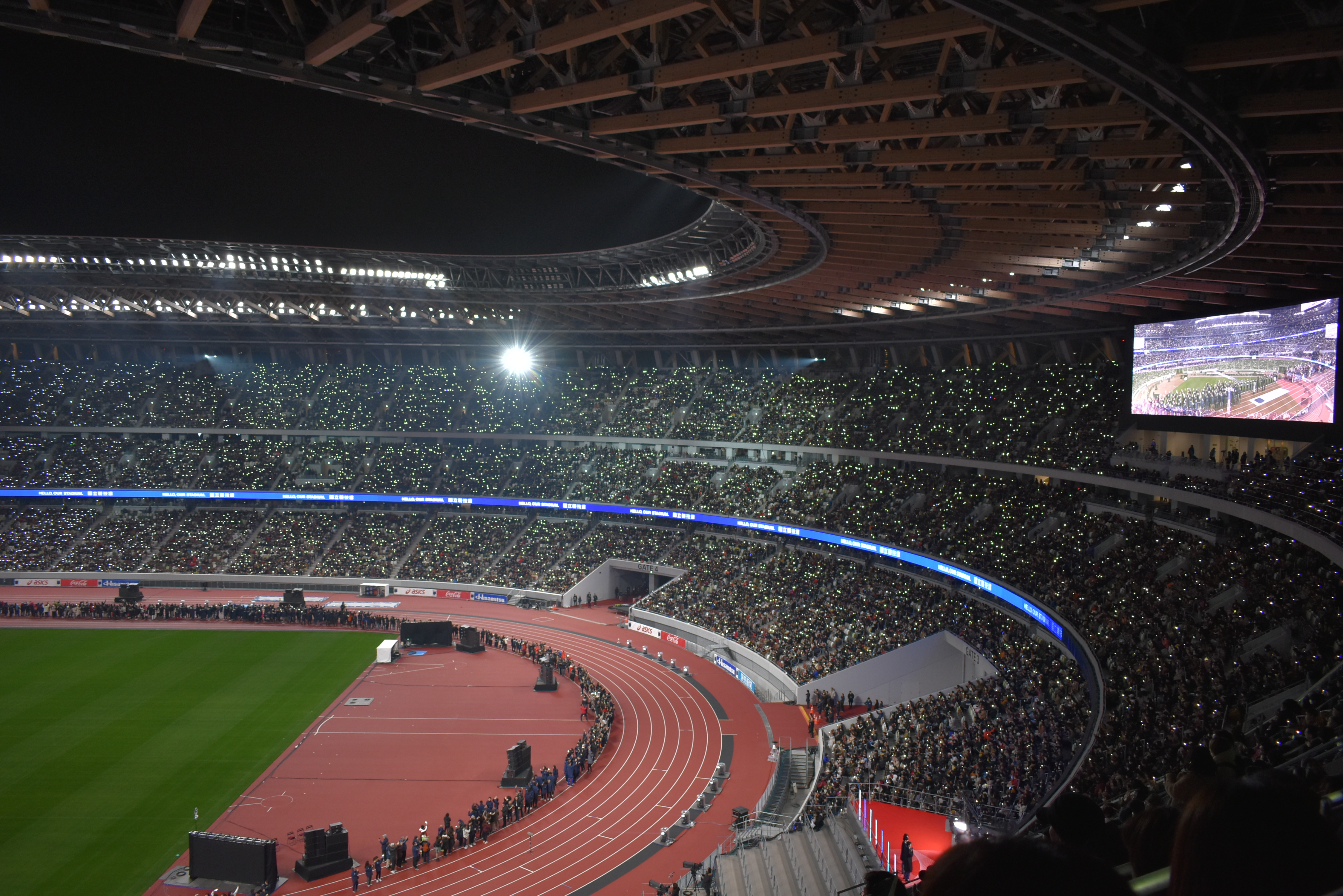
2019년 12월
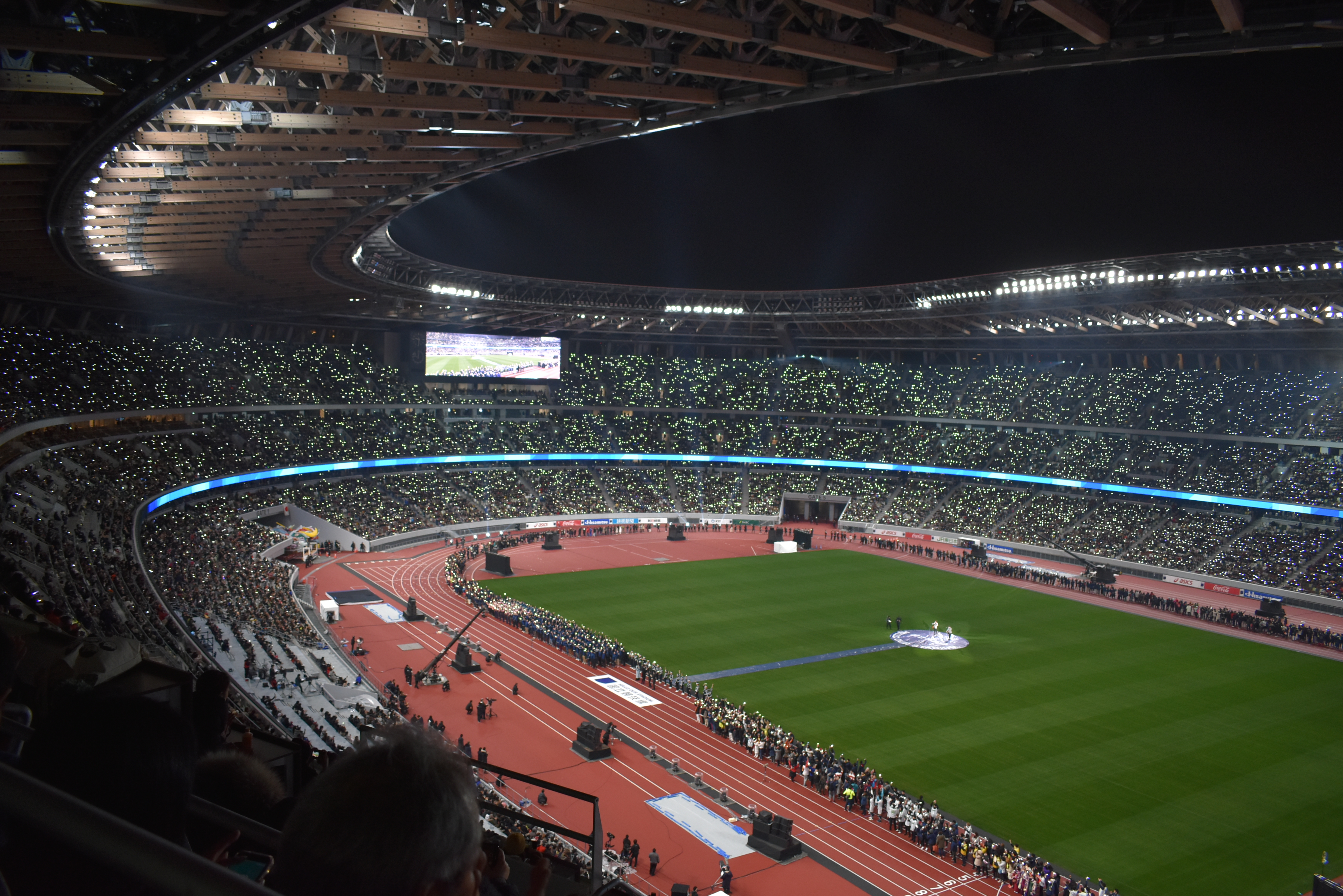
2019년 12월
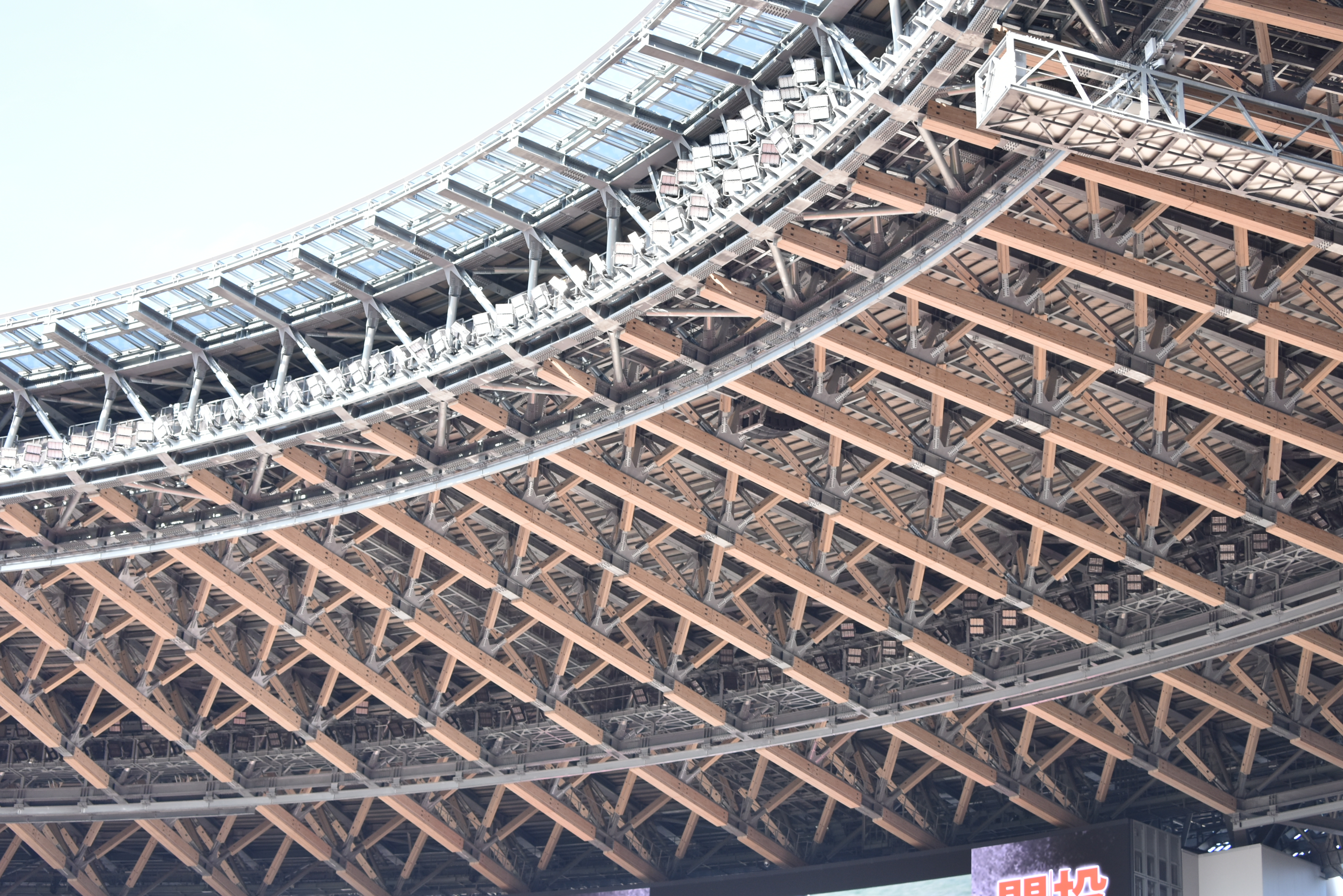
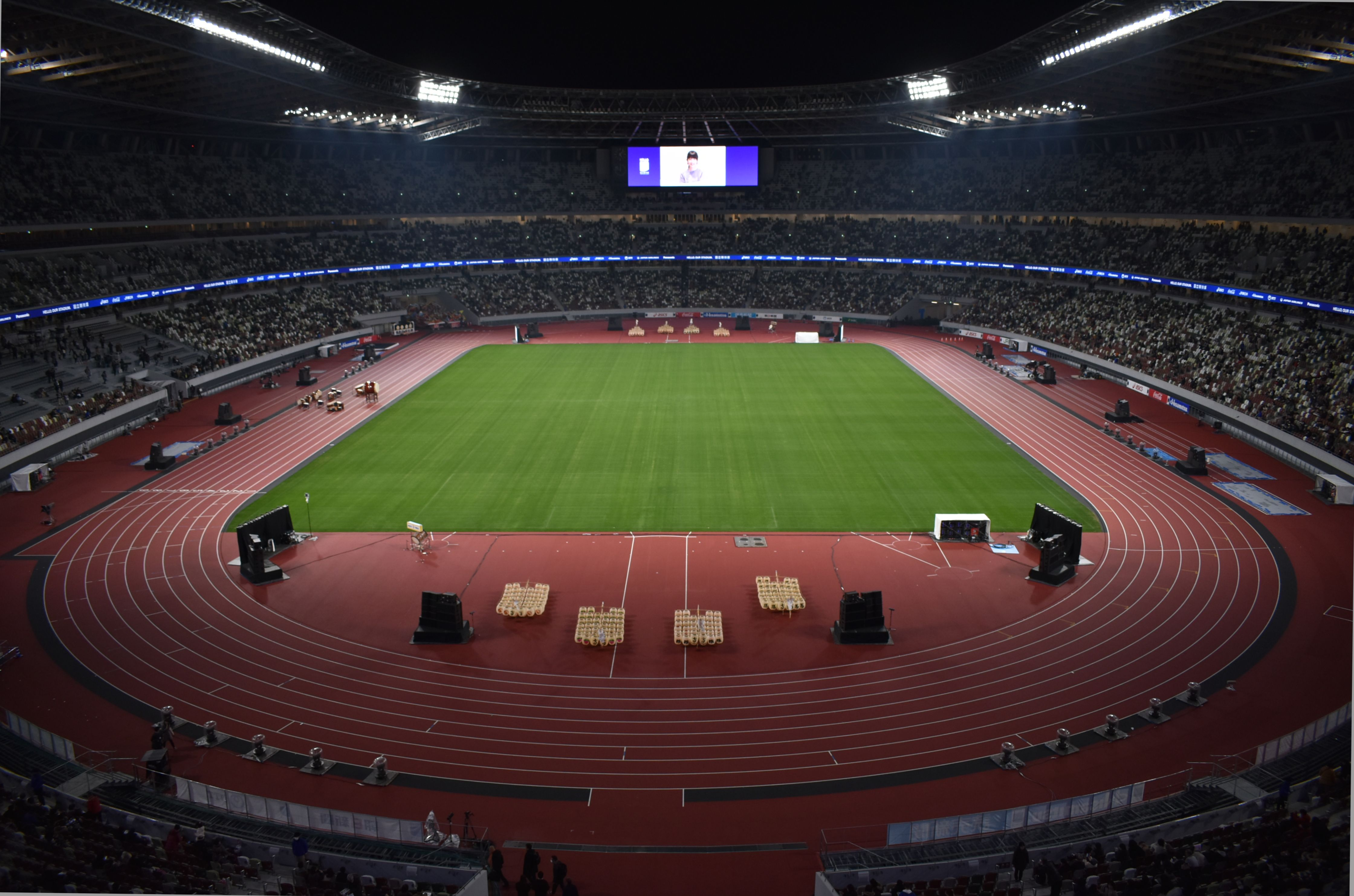
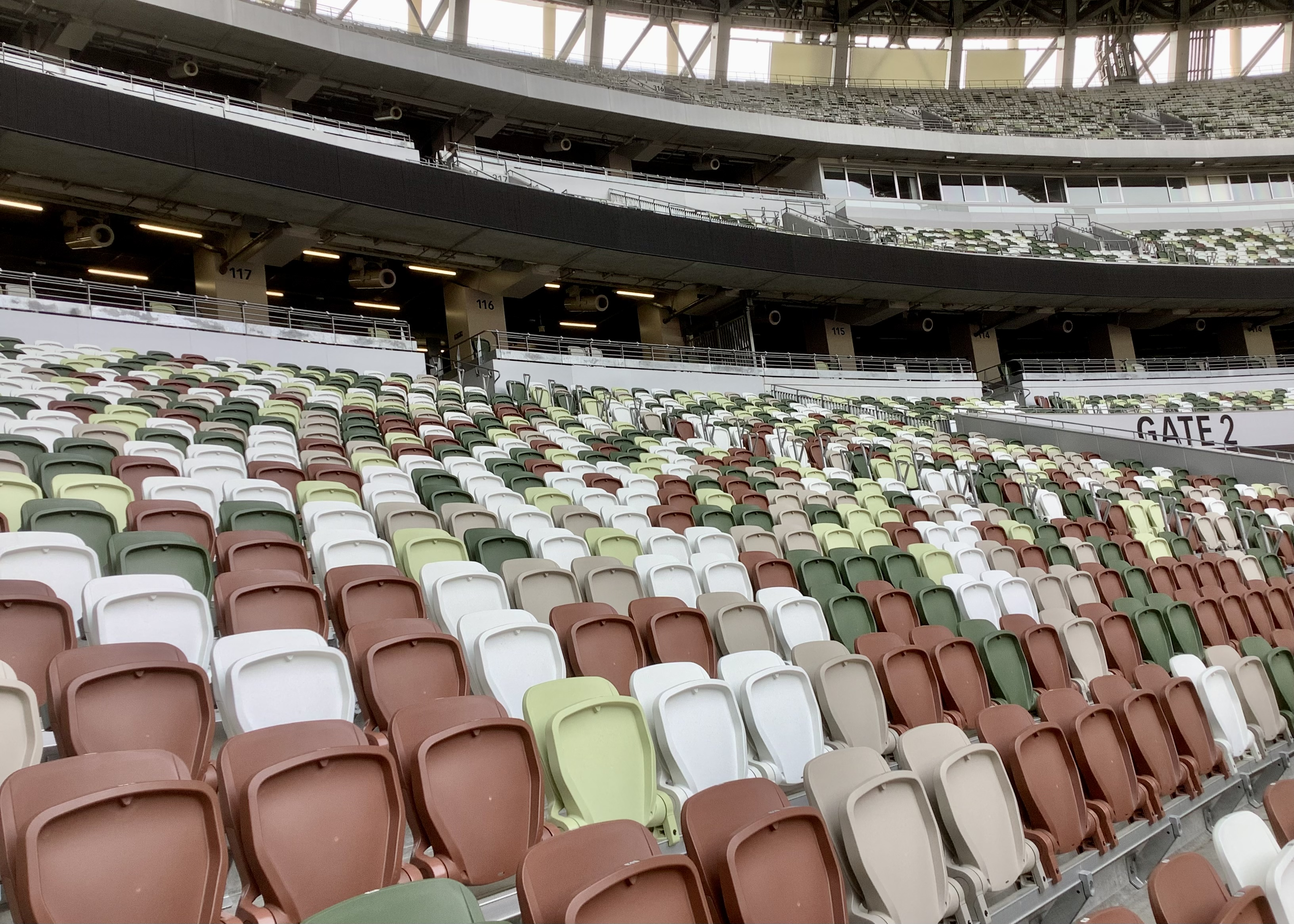
2019년 12월
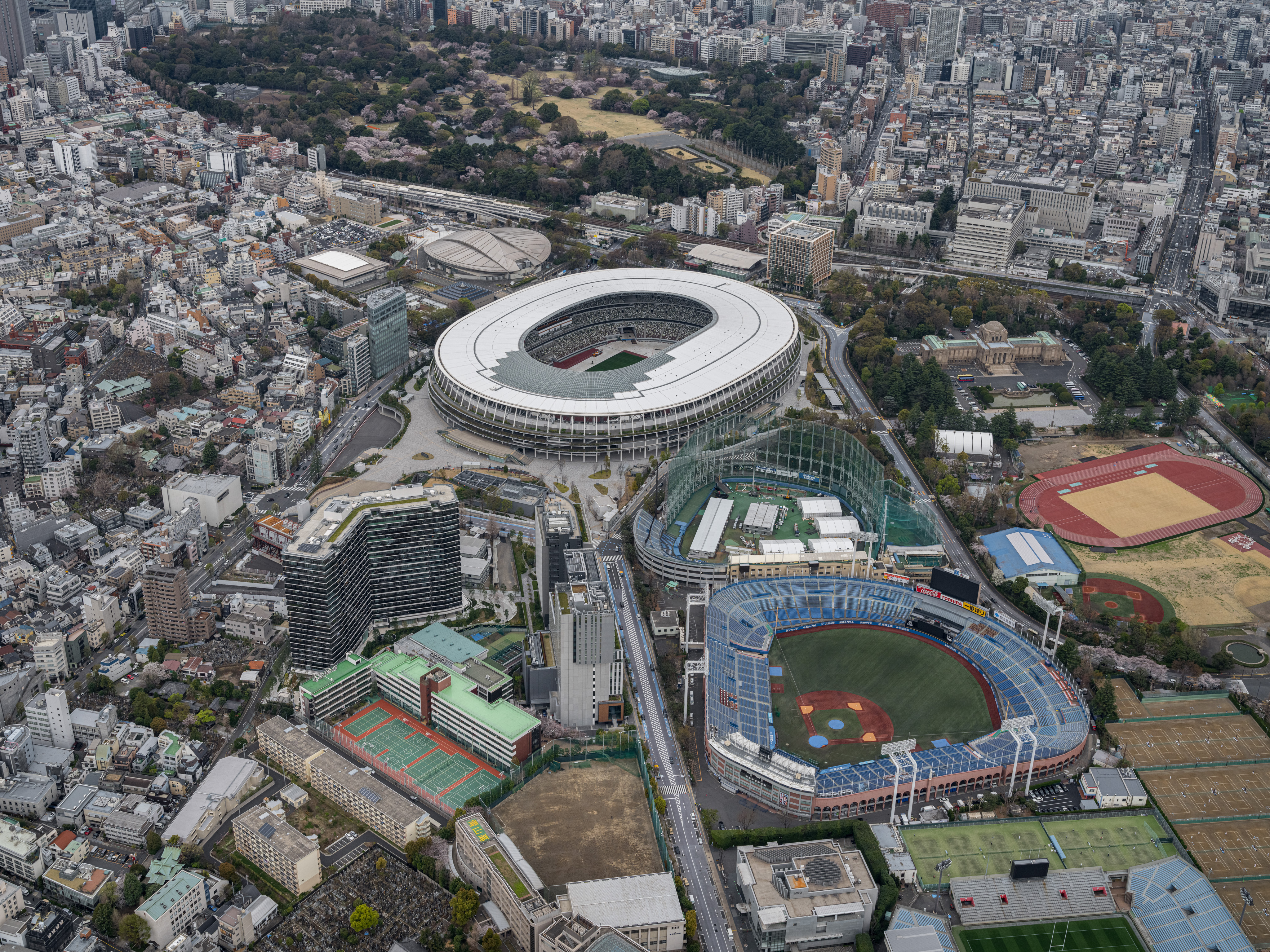
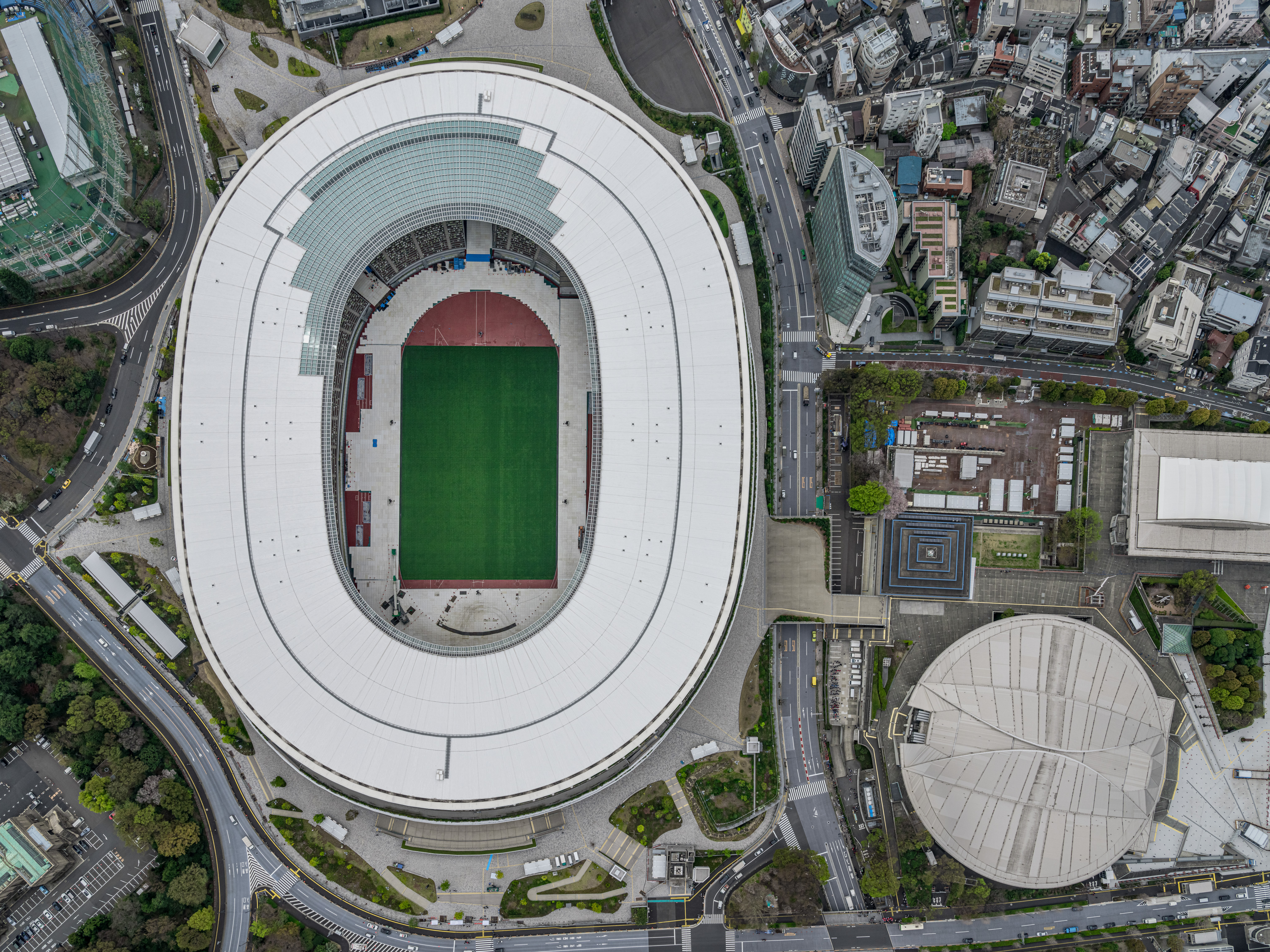
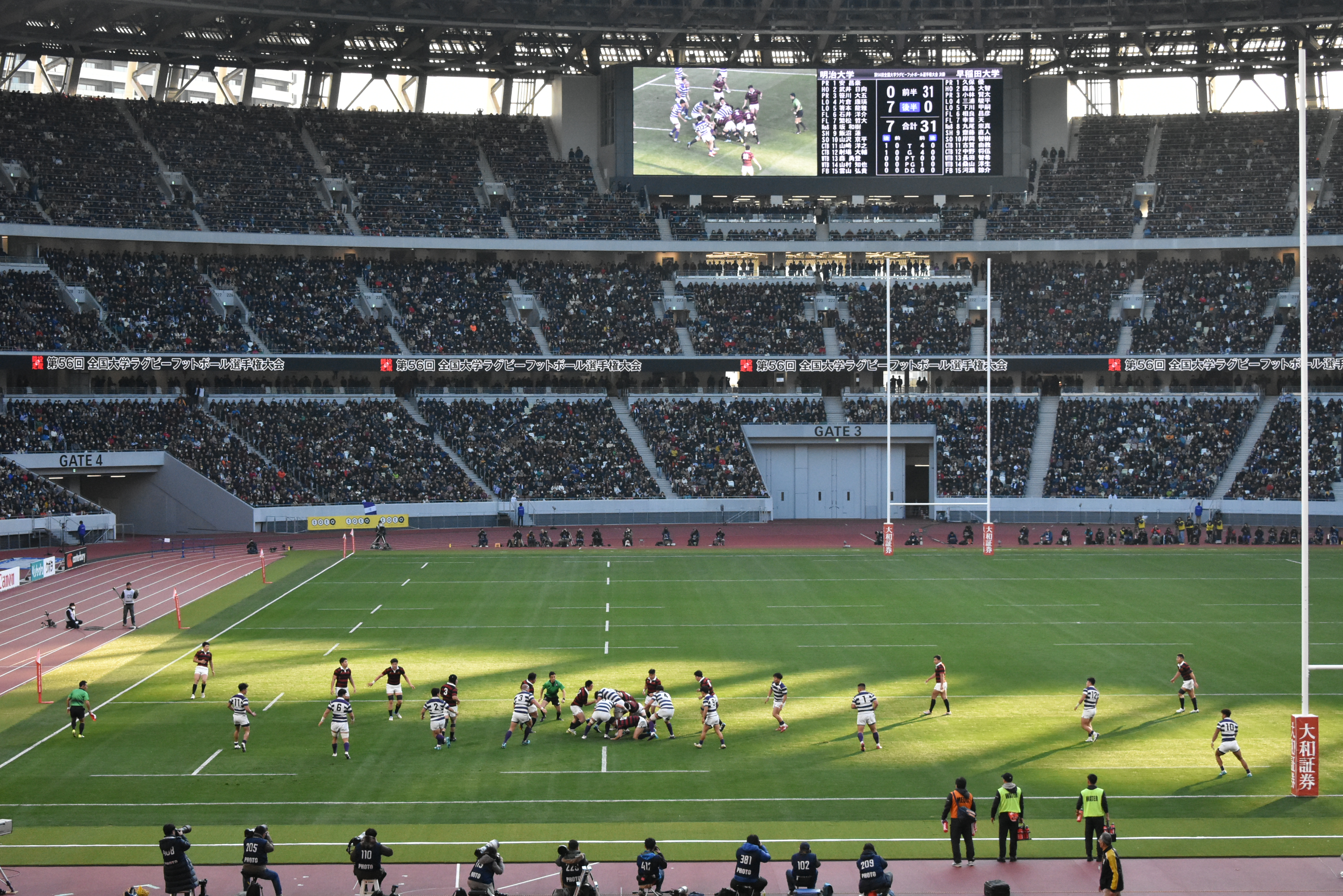

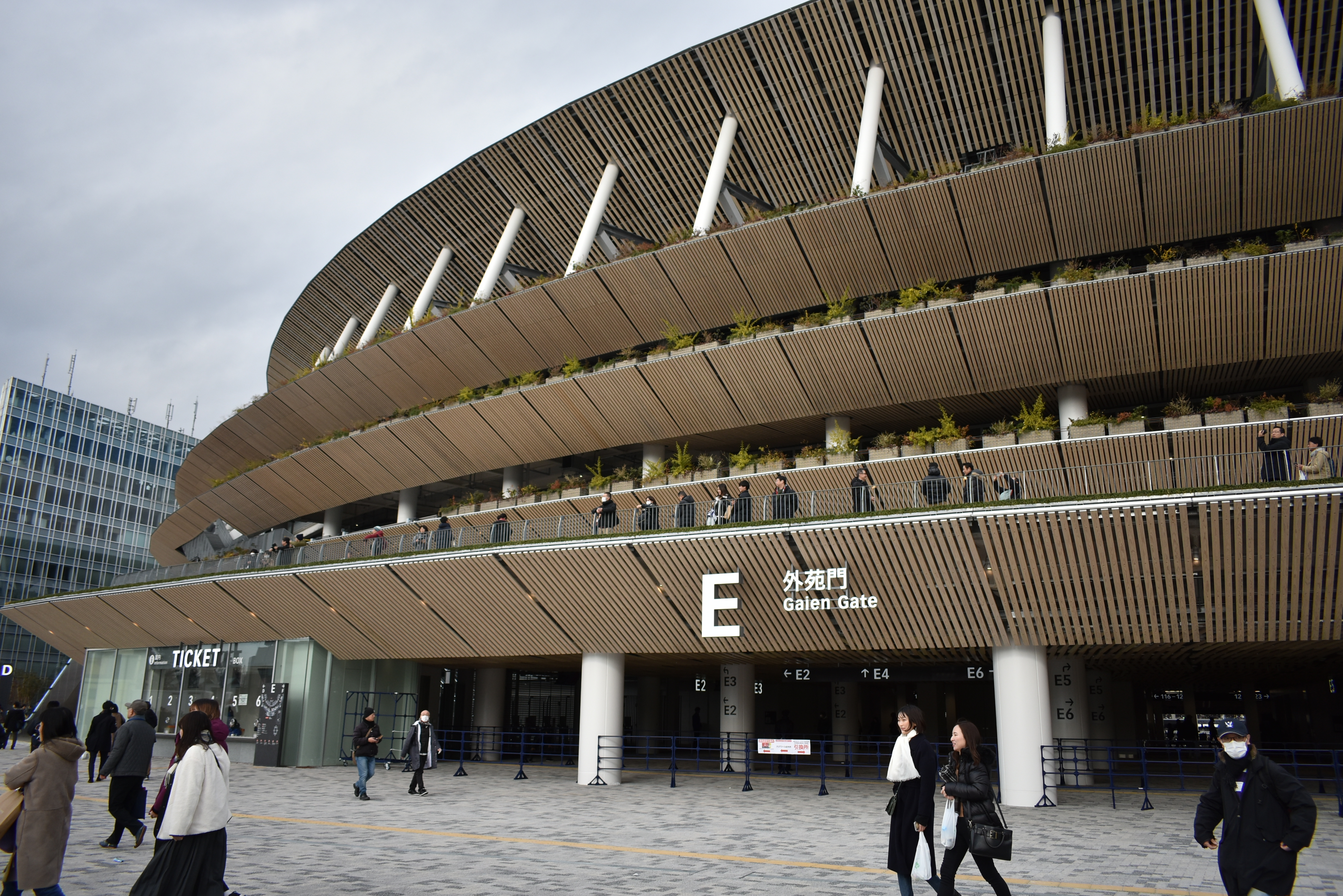
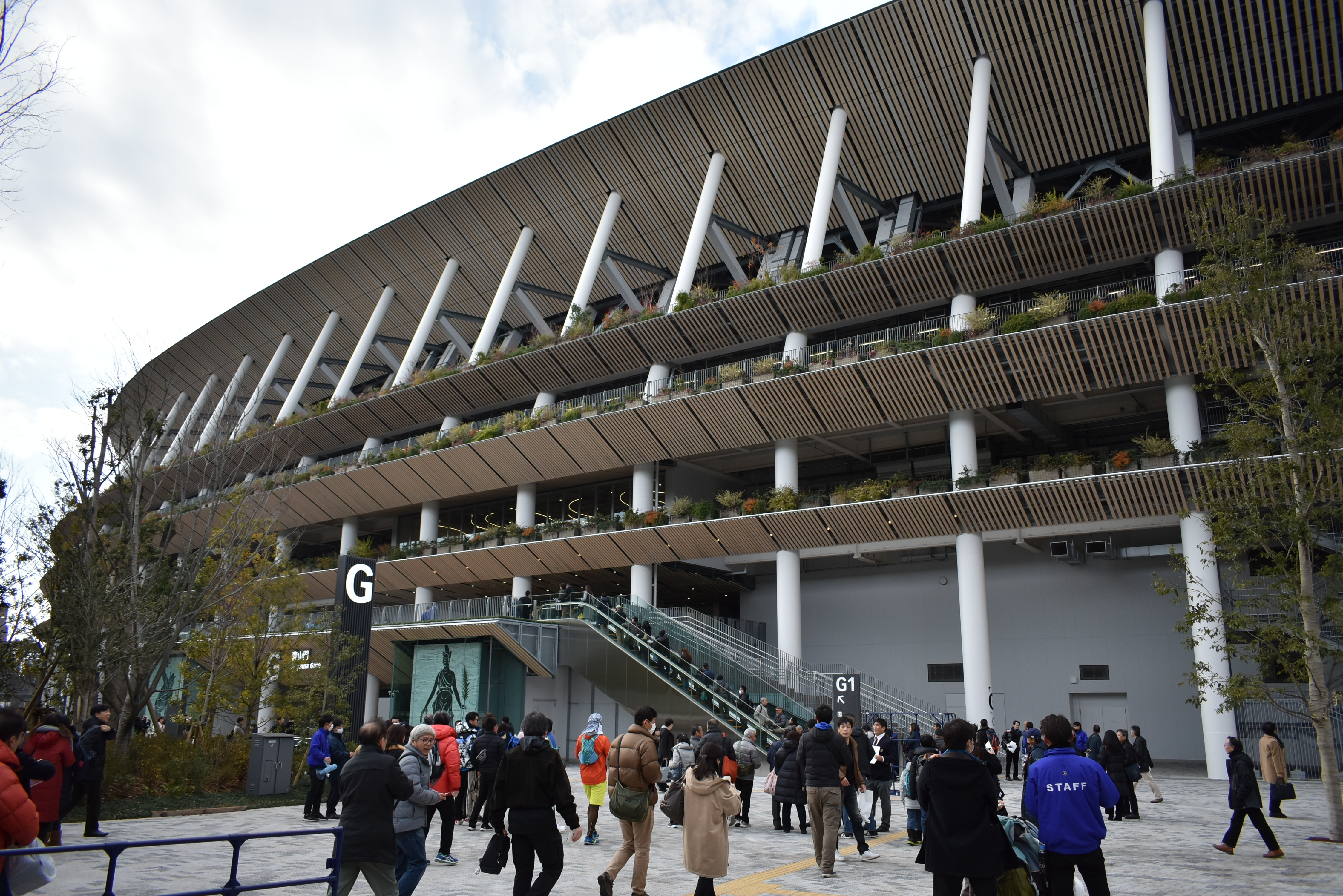
2020년 1월
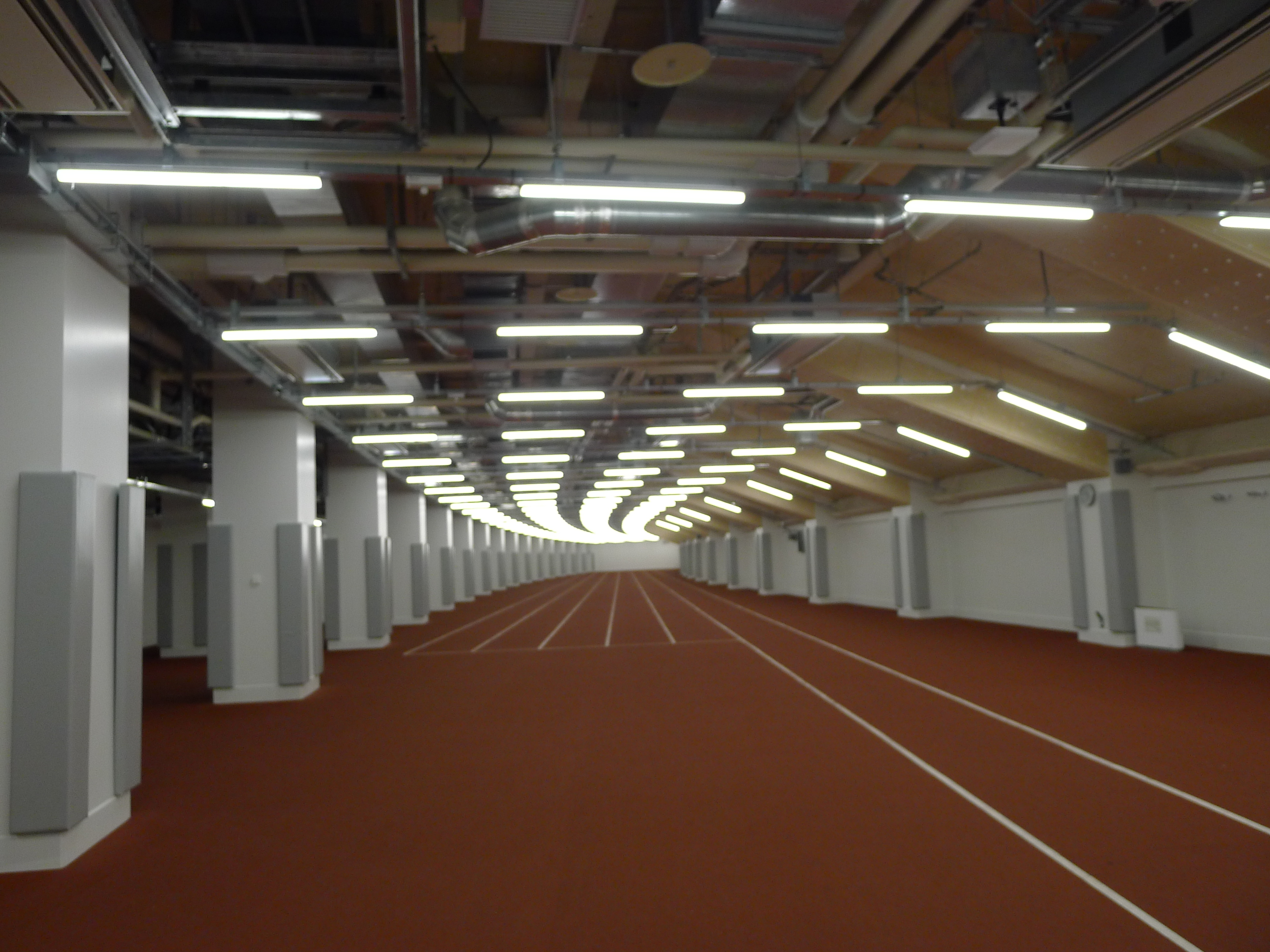
실내연습장
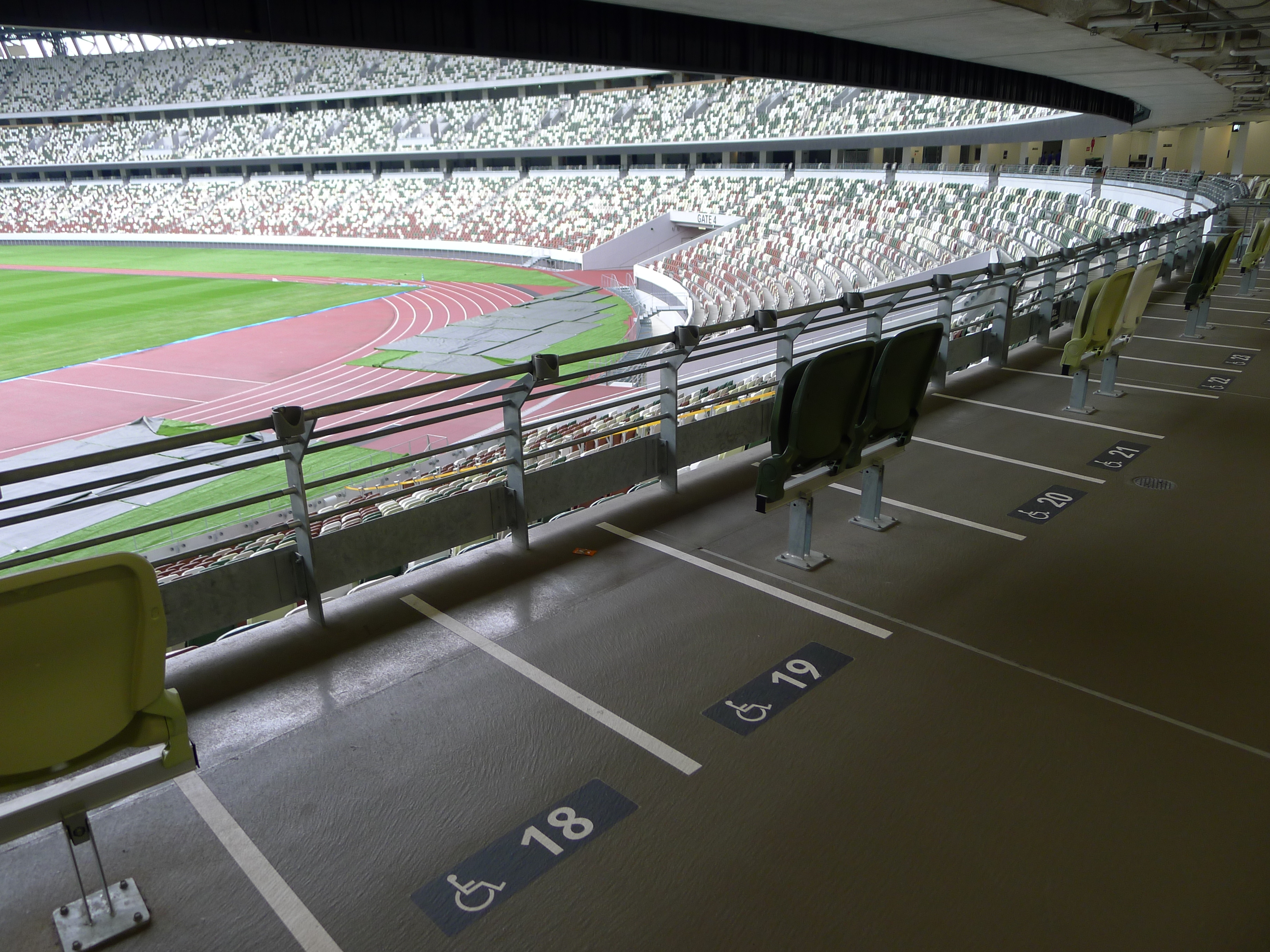
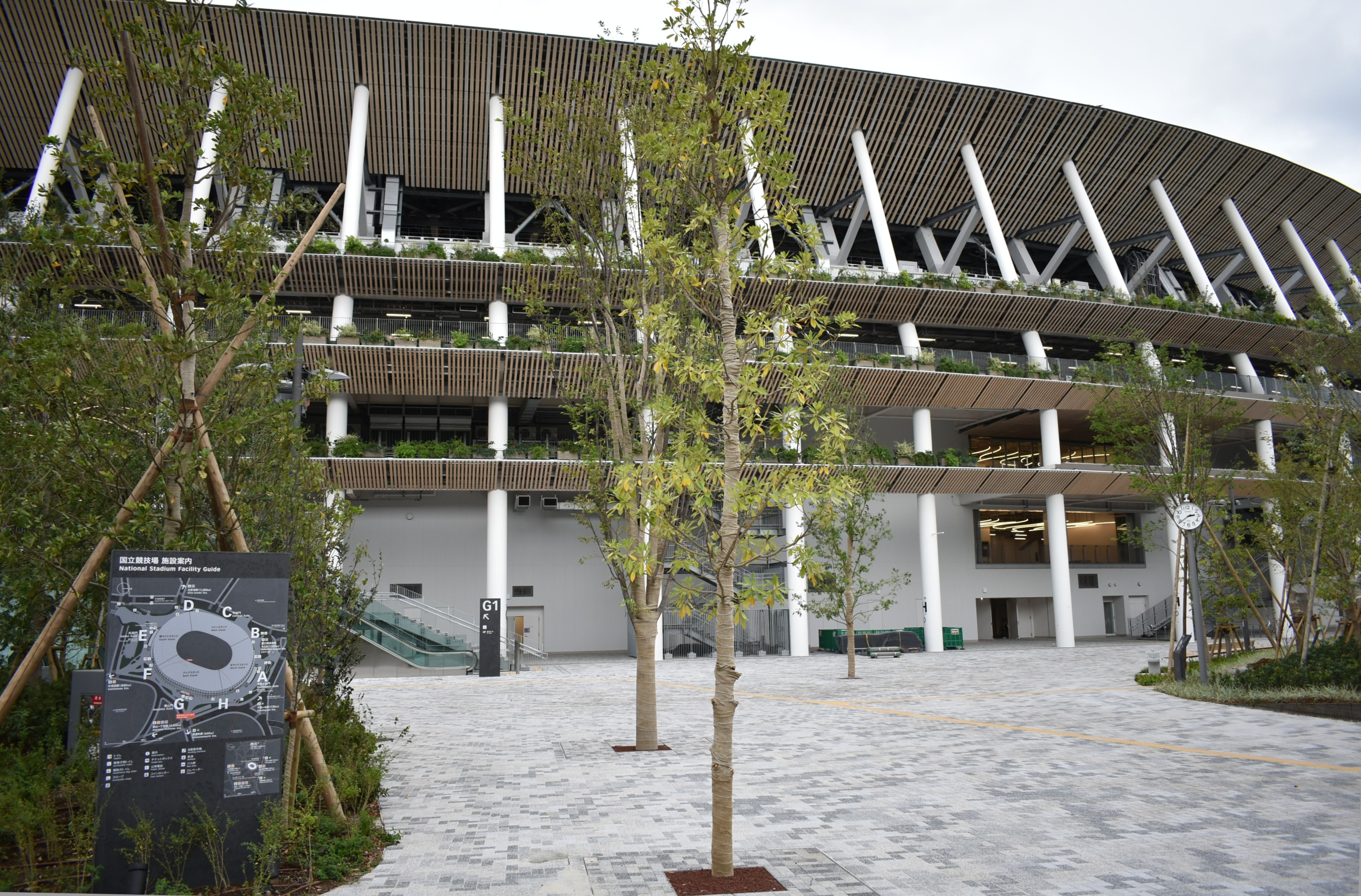
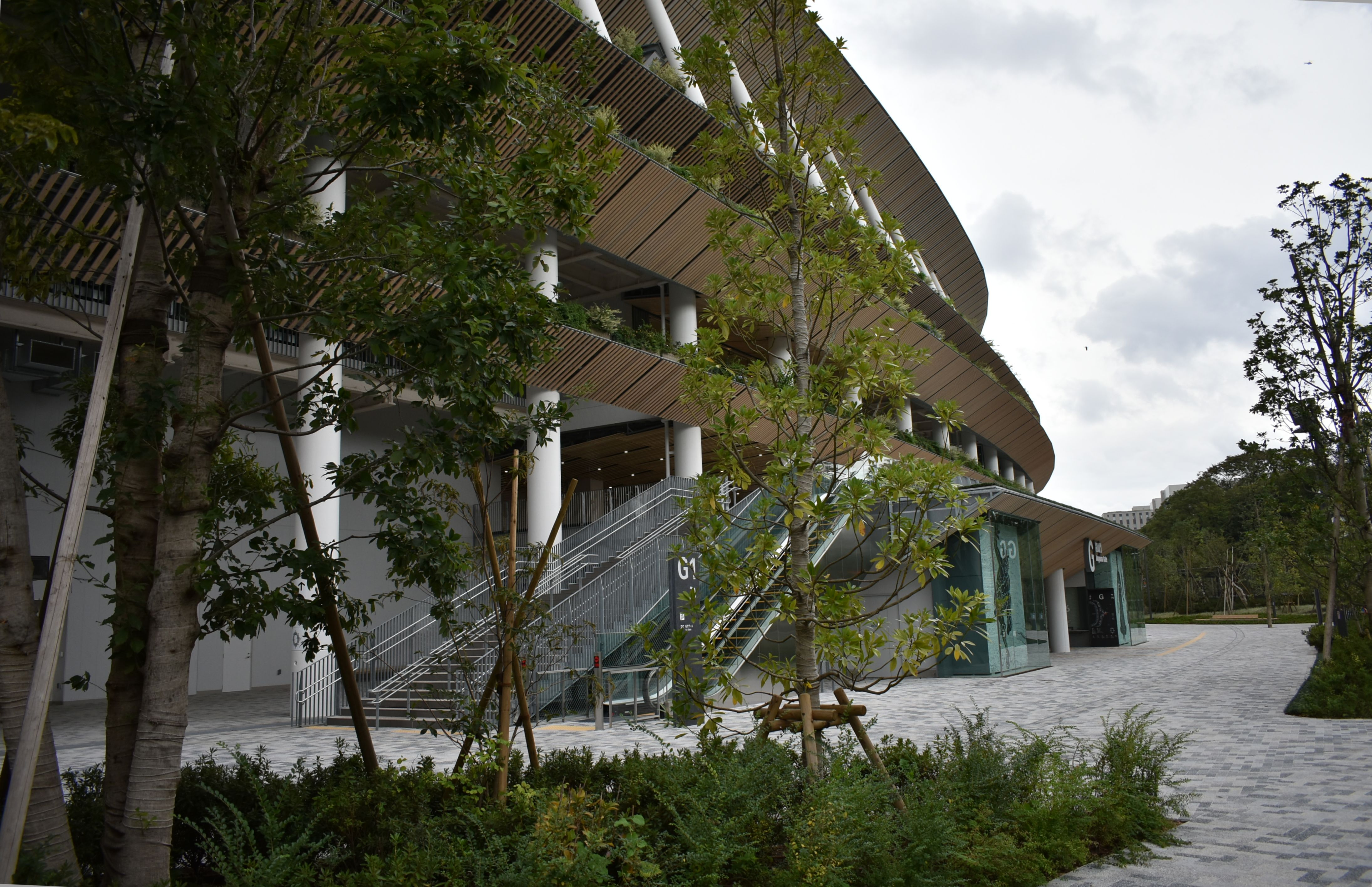
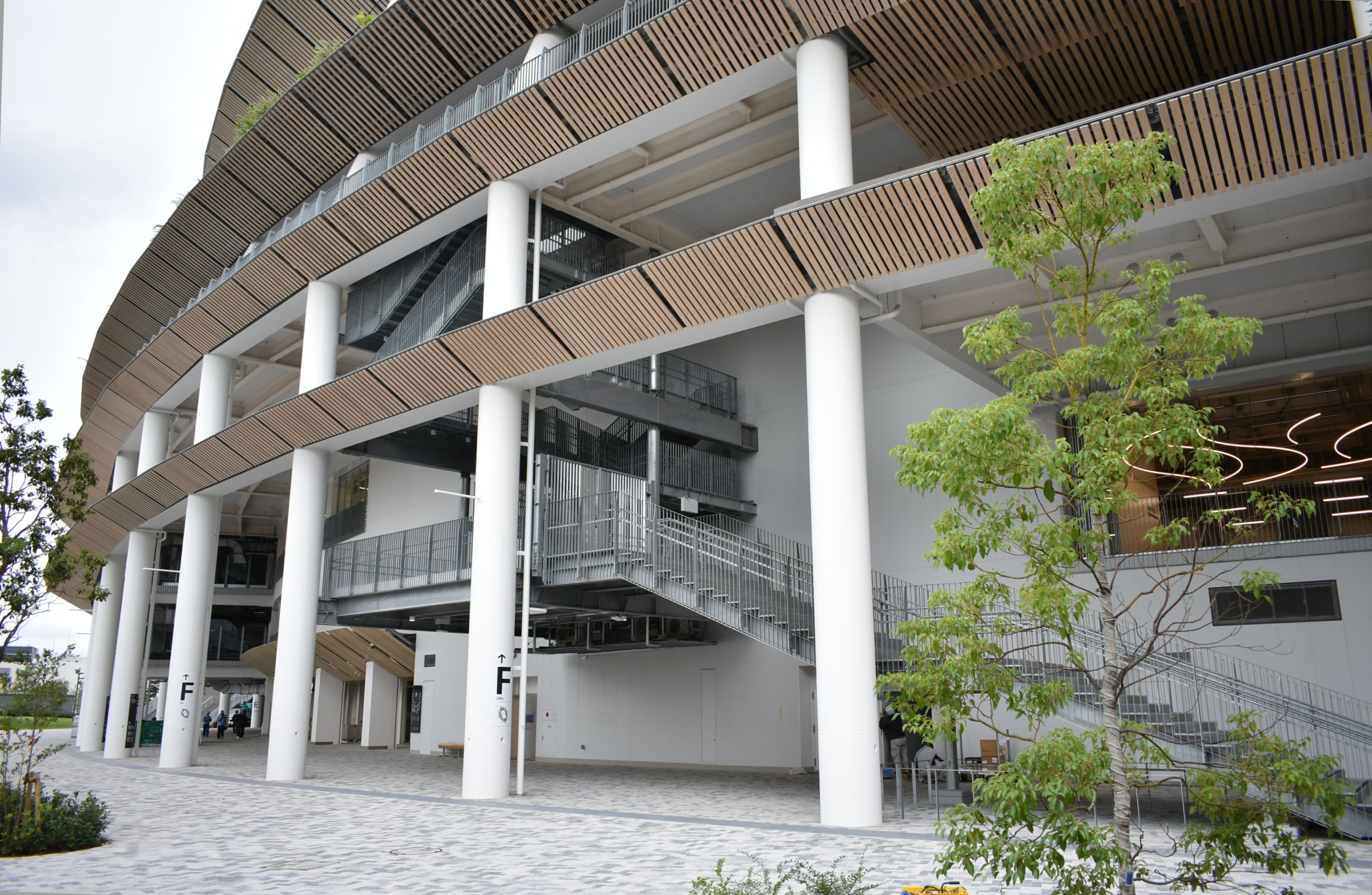
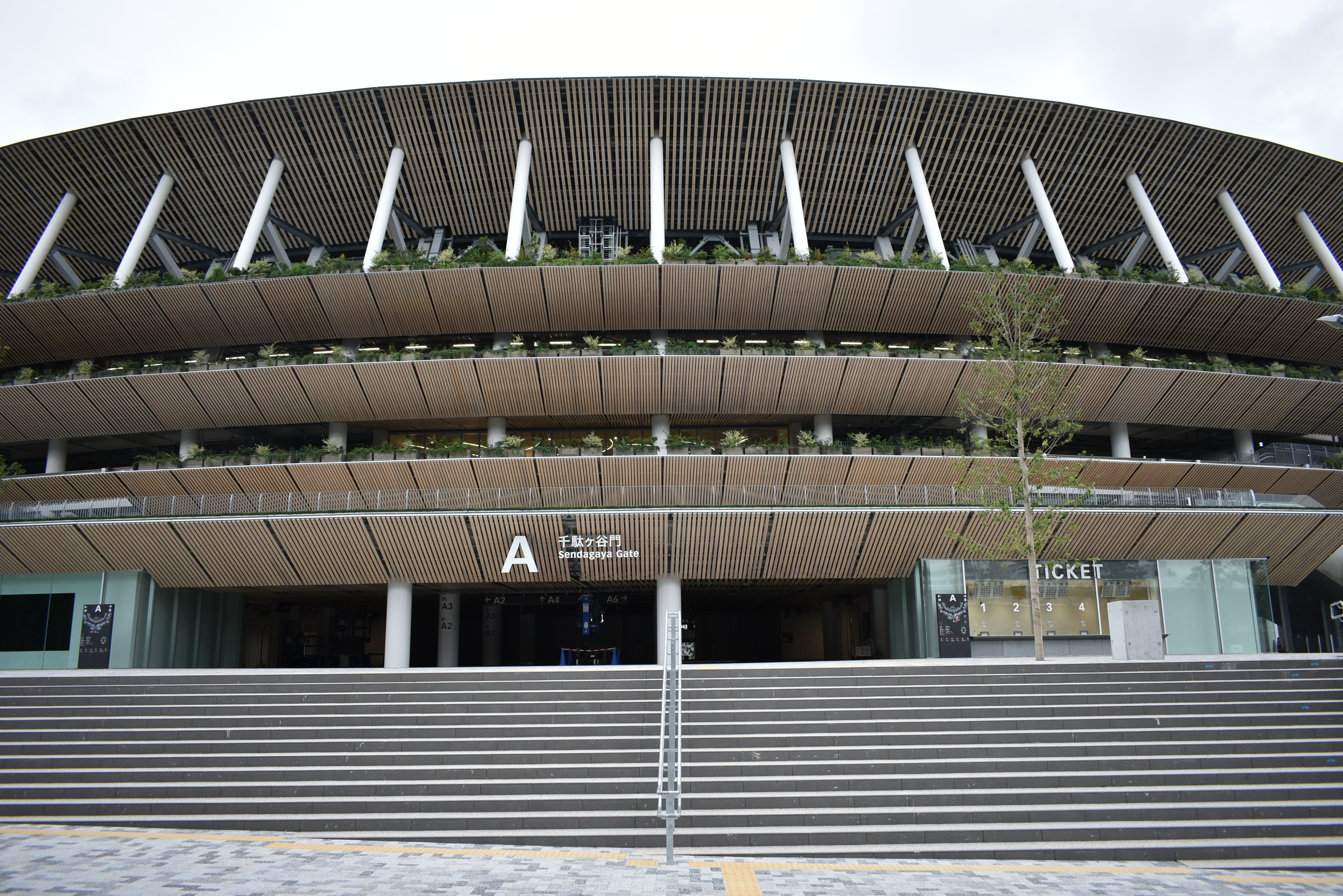
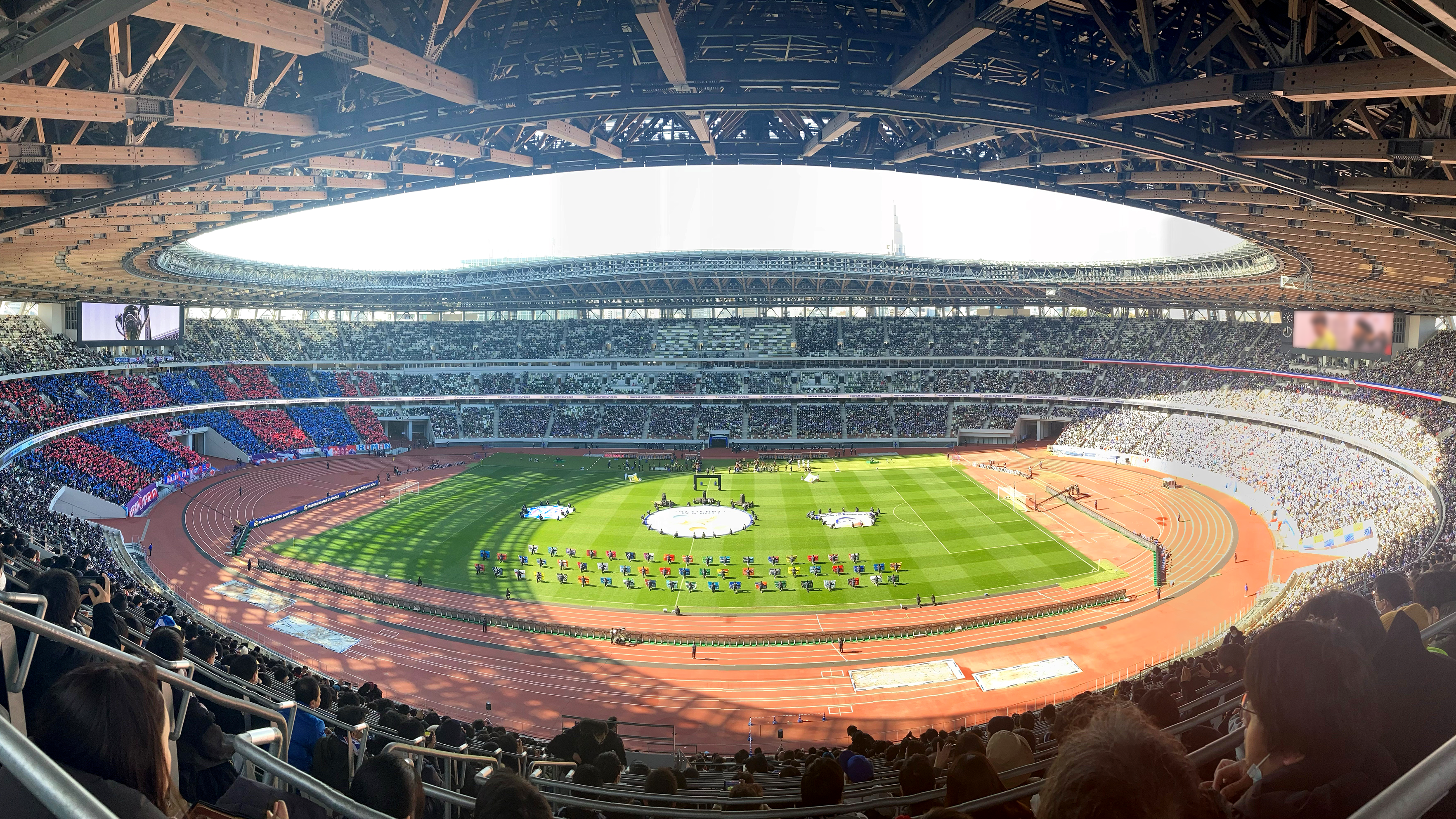
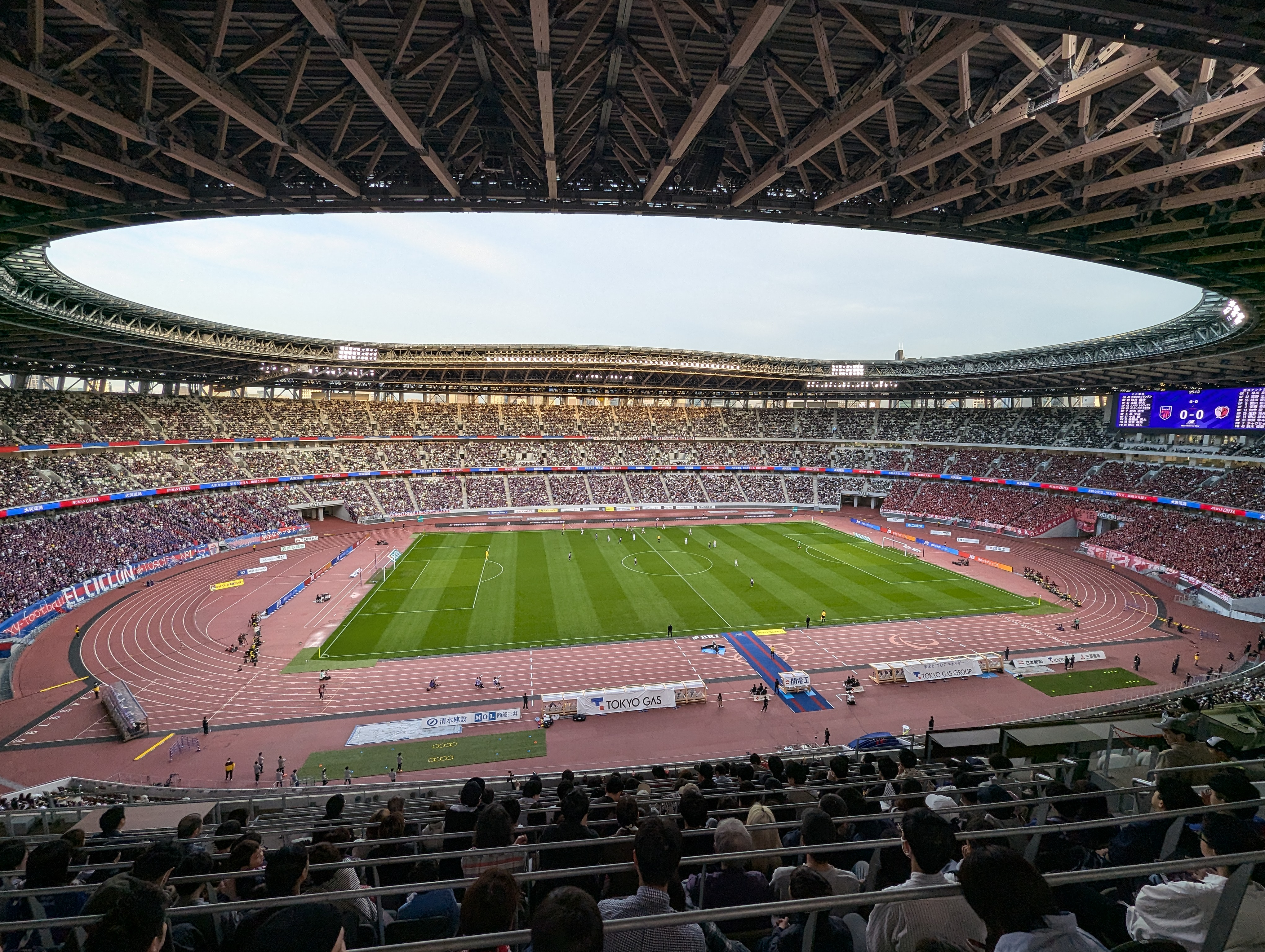
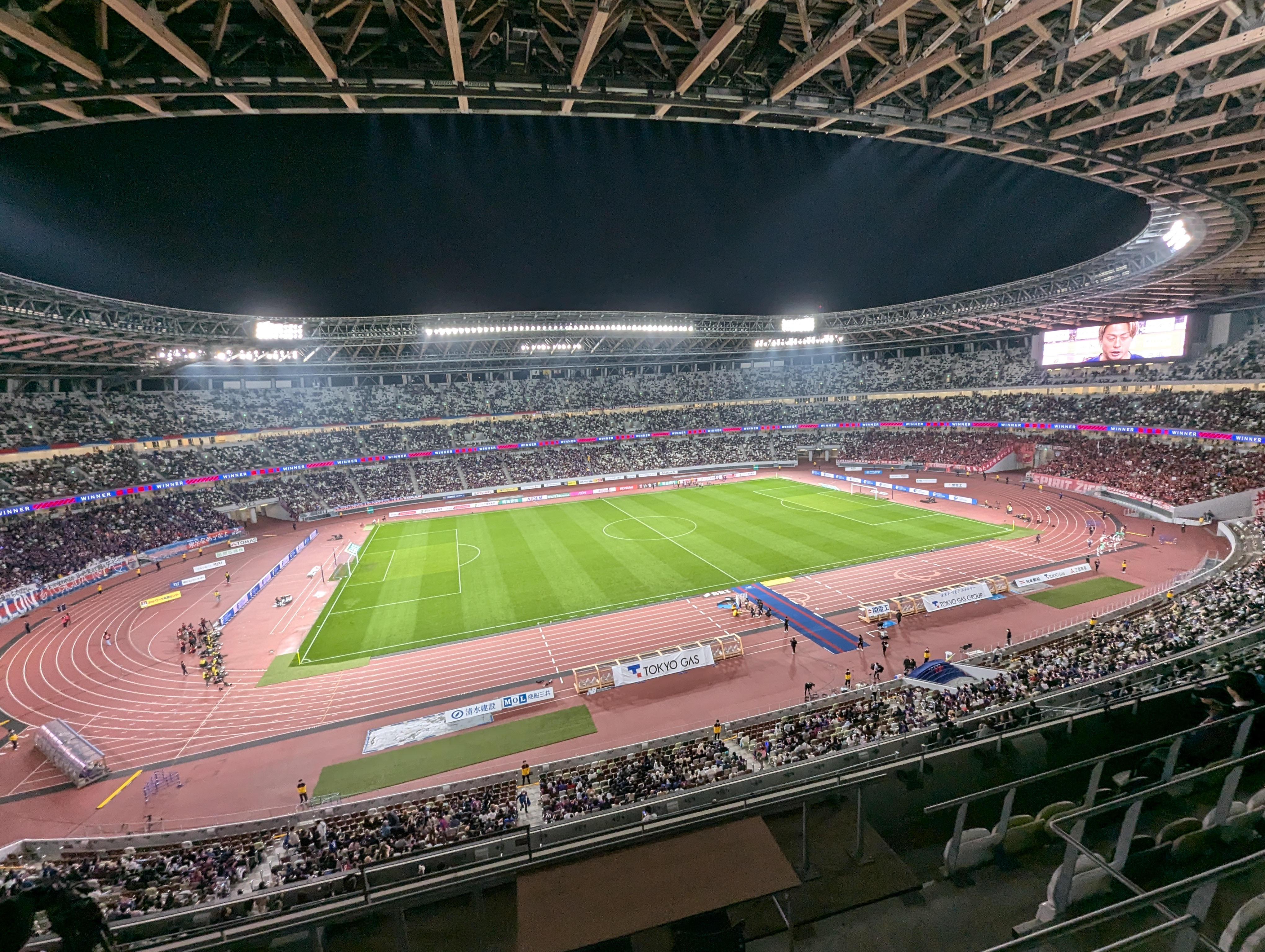
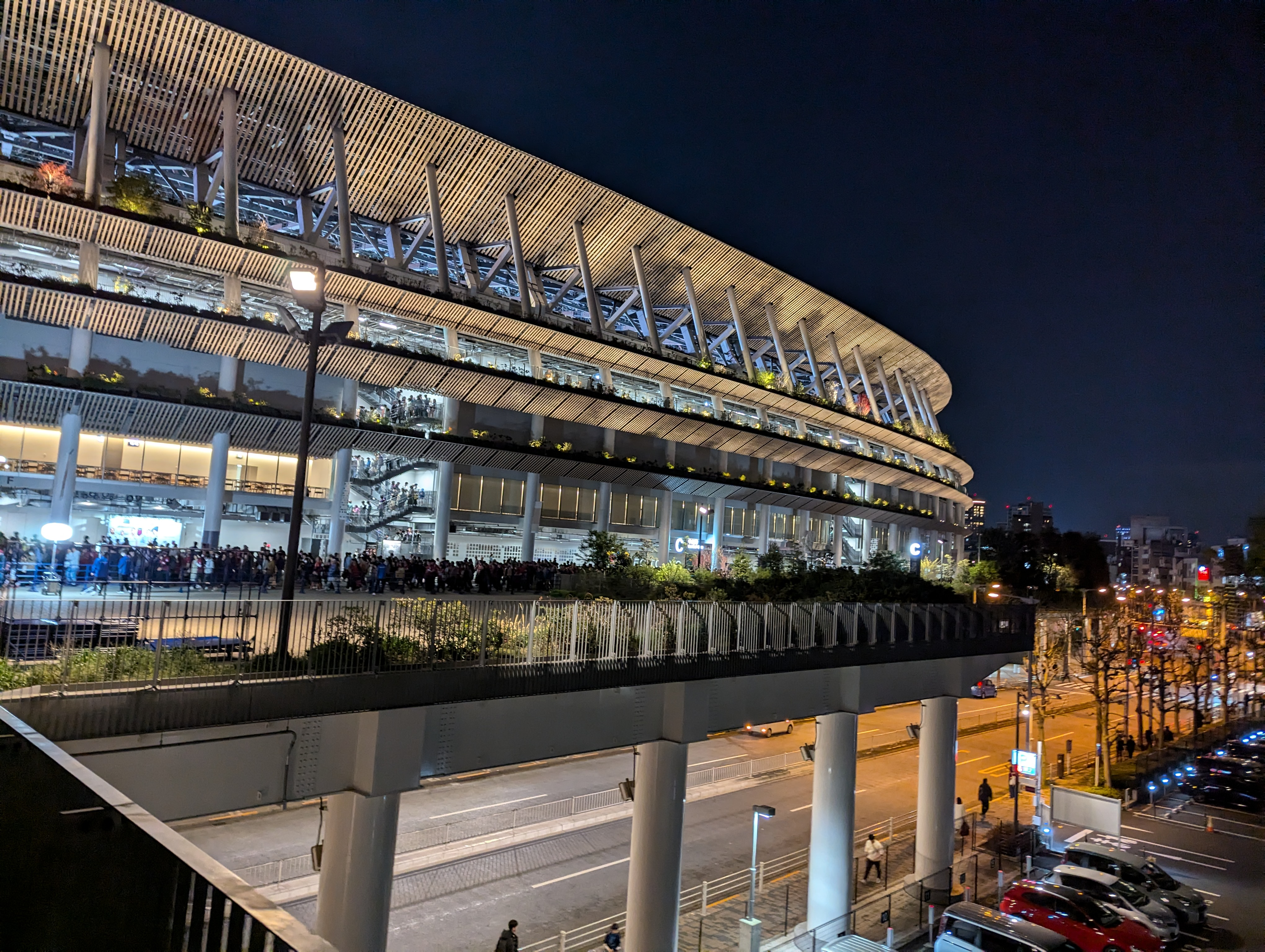